# Kendal Castle
Kendal Castle is een kasteelruïne in Kendal, een stad in de provincie Cumbria in Engeland.

## Geschiedenis
De ringmuren van het kasteel werden laat in de twaalfde eeuw gebouwd in opdracht van Gilbert Fitz Reinfred. Zij vormden een verdedigingswerk op de strategisch gelegen heuvel ten oosten van het centrum van Kendal. Vroeg in de dertiende eeuw breidde William van Lancaster het bouwwerk uit tot een vesting en onderkomen voor zijn familie.
In 1383 schonk koning Richard II het kasteel aan de familie Parr. De laatste Parr die Kendal Castle bewoonde was John Parr, de betovergrootvader van koningin Catharina Parr, zesde vrouw van koning Hendrik VIII. Hierna kwam het kasteel steeds meer in onbruik en raakte het vervallen.
In 1571, tijdens de Tudordynastie, kwam het kasteel in bezit van de staat. In 1897, ter gelegenheid van koningin Victoria's 60-jarig jubileum, kocht Kendal Corporation de ruïne om hem open te stellen voor het publiek. Aan het einde van de twintigste eeuw is het kasteel grondig gerenoveerd.
Kendal Castle is nu eigendom van het South Lakeland District Council en vrij toegankelijk. De meeste ringmuren staan nog overeind. Verder is een van de torens, grote gedeelten van de centrale hal en sommige gewelven nog intact.